# Diocesi di Vazi-Sarra
La diocesi di Vazi-Sarra (in latino Dioecesis Vazitana) è una sede soppressa e sede titolare della Chiesa cattolica.

## Storia
Vazi-Sarra, identificabile con Henchir-Bez nell'odierna Tunisia, è un'antica sede episcopale della provincia romana dell'Africa Proconsolare, suffraganea dell'arcidiocesi di Cartagine.
Di questa diocesi africana è noto un solo vescovo, il cattolico Lucido, che prese parte alla conferenza di Cartagine del 411, che vide riuniti assieme i vescovi cattolici e donatisti dell'Africa romana. Lucido sottoscrisse come episcopus plebis Marcellianensis et Vazitanae, indizio che la diocesi di Marcelliana era unita, in quell'occasione, alla diocesi di Vazi-Sarra. Il vescovo donatista, anziano e cieco, non poté prendere parte alla conferenza, dove fu rappresentato da Manilio, prete del clero donatista di Vazi-Sarra.
Dal 1933 Vazi-Sarra è annoverata tra le sedi vescovili titolari della Chiesa cattolica; dal 6 giugno 2000 il vescovo titolare è Anton Losinger, vescovo ausiliare di Augusta.

## Cronotassi

### Vescovi
- Lucido † (menzionato nel 411)

### Vescovi titolari
- Stanislav Lenic † (29 novembre 1967 - 4 gennaio 1991 deceduto)
- William Enrique Delgado Silva (3 novembre 1995 - 14 aprile 1999 nominato vescovo di El Vigía-San Carlos del Zulia)
- Anton Losinger, dal 6 giugno 2000